# 오사스 이고다로

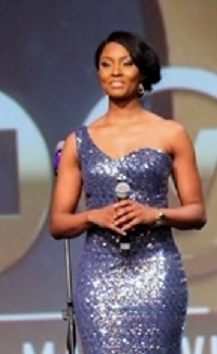

오사스 이고다로(Osas Ighodaro, 1990년 10월 26일 ~ )는 미국의 배우, 영화배우이다.
브롱크스에서 태어났다.

## 영화
- 레스트리스 시티 (2011년) - 에디니케 역
- 캐딜락 레코드 (2008년)
- 킬러 시즌 (2006년)